# حب الجريمة (فلم)
حب الجريمة (بالإنجليزية: Grimm Love) (العنوان الألماني الأصلي Rohtenburg, تلاعب لفظي يجمع بين roh "raw" + Rotenburg) هو فيلم رعب نفسي صدر عام 2006 مستوحى من قضية قتل آرمين مايفيس أكل لحوم البشر.

## القصة
تلعب كيري رسل دور كيتي أرمسترونغ، طالبة أمريكية في ألمانيا تدرس علم النفس الجنائي. تختار موضوعاً شهيراً لأطروحتها: القاتل آكل لحوم البشر أوليفر هارتوين (يقوم بدوره توماس كريتشمان). حلم أوليفر بأكل ضحية راغبة، وبفضل الإنترنت، تمكن من العثور على متطوع، وهو شاب يدعى سيمون غرومبيك (يقوم بدوره توماس هوبر).
تُسرد القصة من خلال الفلاش باك بينما تبحث كيتي في حياة هذين الرجلين وماضيهما. تصل الأحداث إلى ذروتها باكتشاف كيتي لشريط تسجيلي يوثق الجريمة.

## طاقم التمثيل
- كيري رسل في دور كيتي أرمسترونغ
- توماس كريتشمان في دور أوليفر هارتوين
- توماس هوبر في دور سيمون غرومبيك
- راينير مايسنر في دور أوليفر الشاب
- انجيليكا بارتش في دور فيكتوريا
- ألكسندر مارتشيفسكي في دور رودي
- نيلز دومنينغ في دور كارل
- ماركوس لوكاس في دور فيليكس
- باسكال أندريس في دور سيمون الشاب
- هيلجا بيلينغهاوزن في دور أم سيمون
- تاتيانا كلاسينج في دور هانا
- ستيفان جيبيلهوف في دور والد سيمون
- يوناس جروبر في دور راينر
- نيكولاي كينسكي في دور أوتو هاوزر
- ريناته ناويوكس في دور ربة المنزل
- فاليري نيهوس في دور مارجيت
- يورج رايمرز في دور والد أوليفر
- سيبيل جيه. شيدويل في دور السيدة شيندر
- بيير شرادي في دور المدير
- أكسل ويديكنيد في دور دومينو

## الإنتاج
الفيلم من إخراج متخصص في الفيديوهات الموسيقية مارتن فاوست وكتابة تي. إس. فول.

## الإصدار
عرض الفيلم لأول مرة في مهرجان لندن فرايت فيست السينمائي في 27 أغسطس 2006 تحت عنوان Grimm Love.
في أكتوبر 2006، فاز الفيلم بأربع جوائز في مهرجان سينما سيتجس: أفضل مخرج، أفضل ممثل (توماس كريتشمان وتوماس هوبر)، وأفضل تصوير سينمائي. حصل على جائزة ميلز دي أرجنت في مهرجان لوكسمبورغ السينمائي الدولي. في يوليو 2007، فاز الفيلم بجائزتي أفضل مخرج وأفضل ممثل (توماس كريتشمان وتوماس هوبر) في مهرجان بوشون السينمائي الدولي للأفلام الخيالية.
كان من المقرر عرض Rohtenburg في ألمانيا في 9 مارس 2006. في مارس 2006، تم حظر الفيلم من قبل محكمة ألمانية لانتهاكه الحقوق الشخصية لآرمين مايفيس، لكن الفيلم تم بيعه للعرض الدولي وسيتم عرضه في جميع أنحاء العالم. في مايو 2009، ألغت المحكمة الاتحادية العليا الحظر لصالح حرية الفنون.
كما عُرض الفيلم في مهرجان ساوث باي ساوث ويست في أوستن، ضمن مهرجانات أخرى، قبل عرضه في الولايات المتحدة. ويُعد جزءًا من مهرجان فرايت فيست لفانغوريا لعام 2010.

## روابط خارجية
- Rohtenburg  في قاعدة بيانات الأفلام على الإنترنت (بالإنجليزية)
- Rohtenburg على موقع أول موفي.